# Cederquist (advokatbyrå)
Cederquist är en advokatbyrå belägen i Stockholm med över 150 anställda. Byrån grundades 1953 av Bengt Cederquist. Dess huvudsakliga fokus ligger på affärsjuridik.